# Alen Smailagić
Alen Smailagić (in serbo Ален Смаилагић?; Belgrado, 18 agosto 2000) è un cestista serbo.

## Carriera
È stato selezionato dai New Orleans Pelicans al secondo giro del Draft NBA 2019 (39ª scelta assoluta).

## Palmarès

### Competizioni nazionali
- Coppa di Lituania: 1

Žalgiris Kaunas: 2024-2025
- Campionato lituano: 1

Žalgiris Kaunas:  2024-2025

### Competizioni internazionali
- Lega Adriatica: 1

Partizan Belgrado: 2022-23